# Nina Kristin Martinsen
Pour les articles homonymes, voir Martinsen et Haugen.
Nina Kristin Haugen, née Nina Kristin Martinsen le 13 décembre 1980, est une joueuse professionnelle de squash représentant la Norvège. Elle est championne de Norvège en 2003.

## Palmarès

### Titres
- Championnats de Norvège: 2003

### Finales
- Championnats de Norvège: 6 finales (2002, 2004-2007, 2012)